# Gare de Fukushima
Ne doit pas être confondu avec la gare de Fukushima située à Osaka
La gare de Fukushima (福島駅, Fukushima-eki) est une gare ferroviaire de la ville de Fukushima au Japon. Elle est co-exploitée par les compagnies  East Japan Railway Company (JR East), AbukumaExpress et Fukushima Transportation.

## Situation ferroviaire
La gare est située au point kilométrique (PK) 272,8 de la ligne principale Tōhoku et au PK 255,1 de la ligne Shinkansen Tōhoku. Elle marque le début des lignes Shinkansen Yamagata, Ōu, Abukuma Express et Iizaka. 

## Histoire
Inaugurée le 15 décembre 1887, la gare de Fukushima est desservie depuis le 23 juin 1982 par la ligne Shinkansen Tōhoku. Elle marque le début de la ligne Shinkansen Yamagata depuis le 1er juillet 1992.

## Service des voyageurs

### Accueil
La gare dispose d'un bâtiment voyageurs, avec guichets, ouvert tous les jours.

### Desserte

#### JR East
- Ligne principale Tōhoku :
  - Voies 1 à 4 : direction Kōriyama et Shirakawa ou direction Shiroishi et Sendai
- Ligne principale Ōu (Ligne Yamagata) :
  - Voies 5 et 6 : direction Yonezawa et Yamagata
- Ligne Shinkansen Tōhoku :
  - Voies 11 et 12 : direction Utsunomiya, Ōmiya et Tokyo
  - Voies 13 et 14 : direction Sendai et Morioka
- Ligne Shinkansen Yamagata
  - Voie 14 : direction Yamagata et Shinjō

#### AbukumaExpress
- Ligne Abukuma Express :
  - direction Tsukinoki

#### Fukushima transportation
- Ligne Iizaka :
  - direction Iizaka Onsen